# 262 Вальда
262 Вальда (262 Valda) — астероїд головного поясу, відкритий 3 листопада 1886 року Йоганном Палізою у Відні.